# 三国競艇場
三国競艇場（みくにきょうていじょう）は、福井県坂井市三国町池上にある競艇場。
北陸地方および本州日本海側唯一の競艇場である。通称はBOAT RACE 三国（ボートレースみくに）、2009年までは三国競艇、三国ボート。

## 概要
1953年（昭和28年）4月14日に開設。当時の坂井郡三国町は九頭竜川の河口に位置する三国港の浚渫（港湾整備事業）経費の捻出に悩まされ、この債務償還を目的に開設された。開設にあたっては九頭竜川河口付近の河川敷堤外地に競艇場を設けることになるが、当時の内規では自治体が競艇の開催認可を得るためには人口が3万人以上である必要があったことから近隣の町村と交渉するも難航し、福井市からも競輪事業（福井競輪場）の存在を理由に断られ、最終的に三国町から離れた武生市（現・越前市）と施行組合を設立して主催するという形を取り、さらに町単独で施設整備を行うことが費用面で難しかったことから近傍に鉄道路線（三国芦原線）を運営していた京福電気鉄道の協力を仰ぎ、同社が主体となって設立した「三国競艇施設株式会社」が施設を建設し運営を受託するという形を取った（1963年に運営委託を解除）。こうした経緯から施行者は武生市と三国町による一部事務組合である「武生三国モーターボート競走施行組合」（現在は市町村合併に伴い、越前市と坂井市による一部事務組合「越前三国競艇企業団」へ改称）となり、施設所有者は京福グループの三国観光産業（三国競艇施設の後身）となっている。
1965年（昭和40年）に九頭竜川が二級河川から一級河川に変更となり、河川管理者が福井県から国に移管されることになったことから河川敷での開催継続が困難となったため、1968年（昭和43年）7月に三国町池上と芦原町（現・あわら市）舟津に跨る現在地へ移転した。こうした経緯から、競走施行組合とは別に坂井郡芦原町（後にあわら市が承継）も競走を主催していたが2011年に撤退し、現在は単一企業体の主催となっている。
かつての九頭竜川河口時代には、「九頭竜の三角波」といわれる全国屈指の難水面で、選手も恐れる競艇場であった。また、現在の三国競艇場も特に冬場は強風の日が多く、そのためここをホームプールとする選手は風に強いと言われている。昔は厳冬期に水面の凍結防止のため、夜中に救助艇を走らせていたという北陸地方ならではのエピソードもある。
マスコットキャラクターは、カニがモチーフの「カニ坊」である。
レース実況は主に小林習之が担当していたが、2019年の正月開催をもって第一線から退き、最近は高橋敬亮がメインで実況している。小林は以前は戸田などのオフィス・ケイ･ステーション、アナウンス工房（現・メディアターナー）に所属していた。なお、鳴門競艇場が休催の間（2014年3月～2016年4月）は、桃井の担当が中心であった。
記念競走を除く開催では、2003年6月5日より第1レースに「おはよう特賞」が組まれた。これは1号艇にA級選手が、その他にB級選手が組まれる番組である。"本命番組"と呼ばれるこのレースは売り上げとしても好調となり、同様のレースは他の競艇場でも開催されるようになっている。
2018年度からはモーニングレースを導入し、毎年4月から10月にかけて一部の競走で実施している。
2021年11月現在行われている企画レースは以下の通り。
- 第1レース「みくにあさイチ」おはよう特賞と同様に1号艇がA級、その他はB級
- 第2レース「みくにあさガチ」1号艇と2号艇がA級、その他はB級
- 第3レース「みくにあさズバ」1号艇と3号艇がA級、その他はB級
- 第4レース「みくにあさ推し」1号艇とその他2艇がA級、3艇がB級

2015年1月17日、落雷で大時計が故障し開催が中止となった。この落雷による大時計の故障、開催中止は2020年9月4日に再発した。
この事を受け、2023年1月7日から2月27日迄の期間中、大時計交換の為に本場開催を休止する事を発表した。

## コース概要

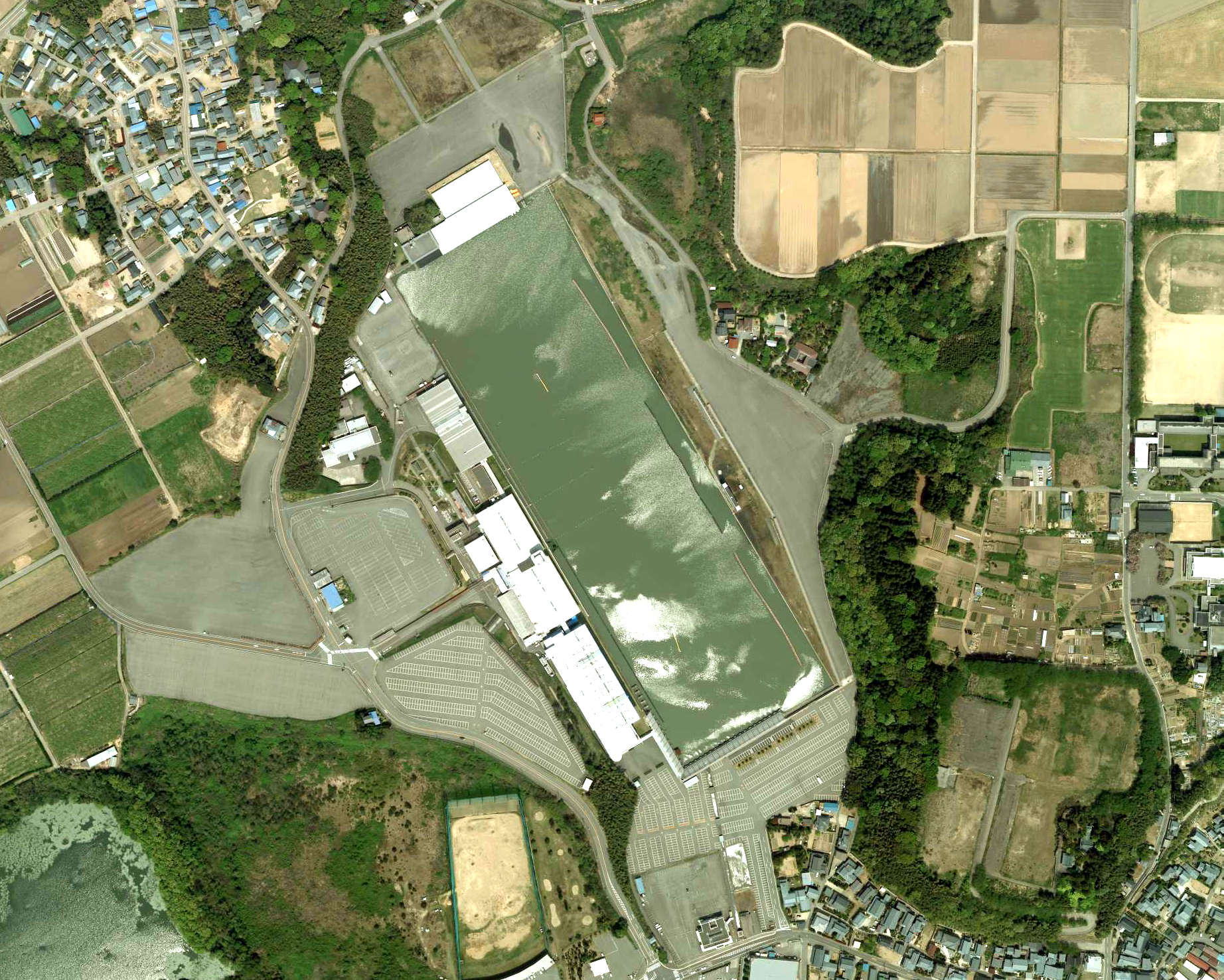
三国競艇場周辺の空中写真。2008年4月30日撮影。。

競走水面は全長550m・全幅170mのプールで、水質は淡水。選手の間からは、硬い感じがして走りづらいとの声も聞かれる。夏の猛暑と冬の降雪や積雪に加えて強風になりやすい等、気候と風の影響を大きく受ける難水面の競艇場であり、インの勝率は全国平均と比べてやや低く、センターからの差しや捲り、イン逃げを阻止されての抜きや差し決着が比較的多い。

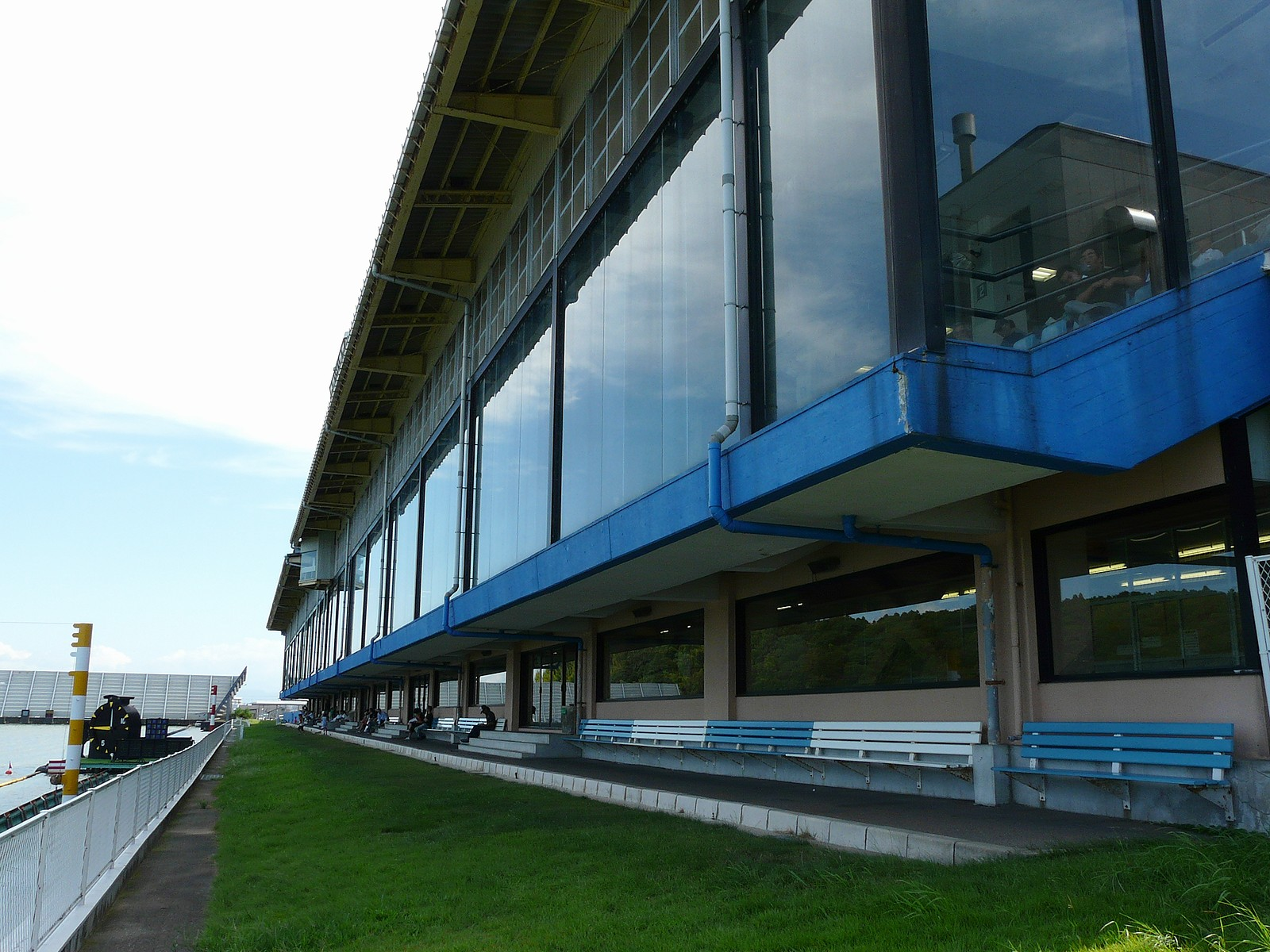
観客席
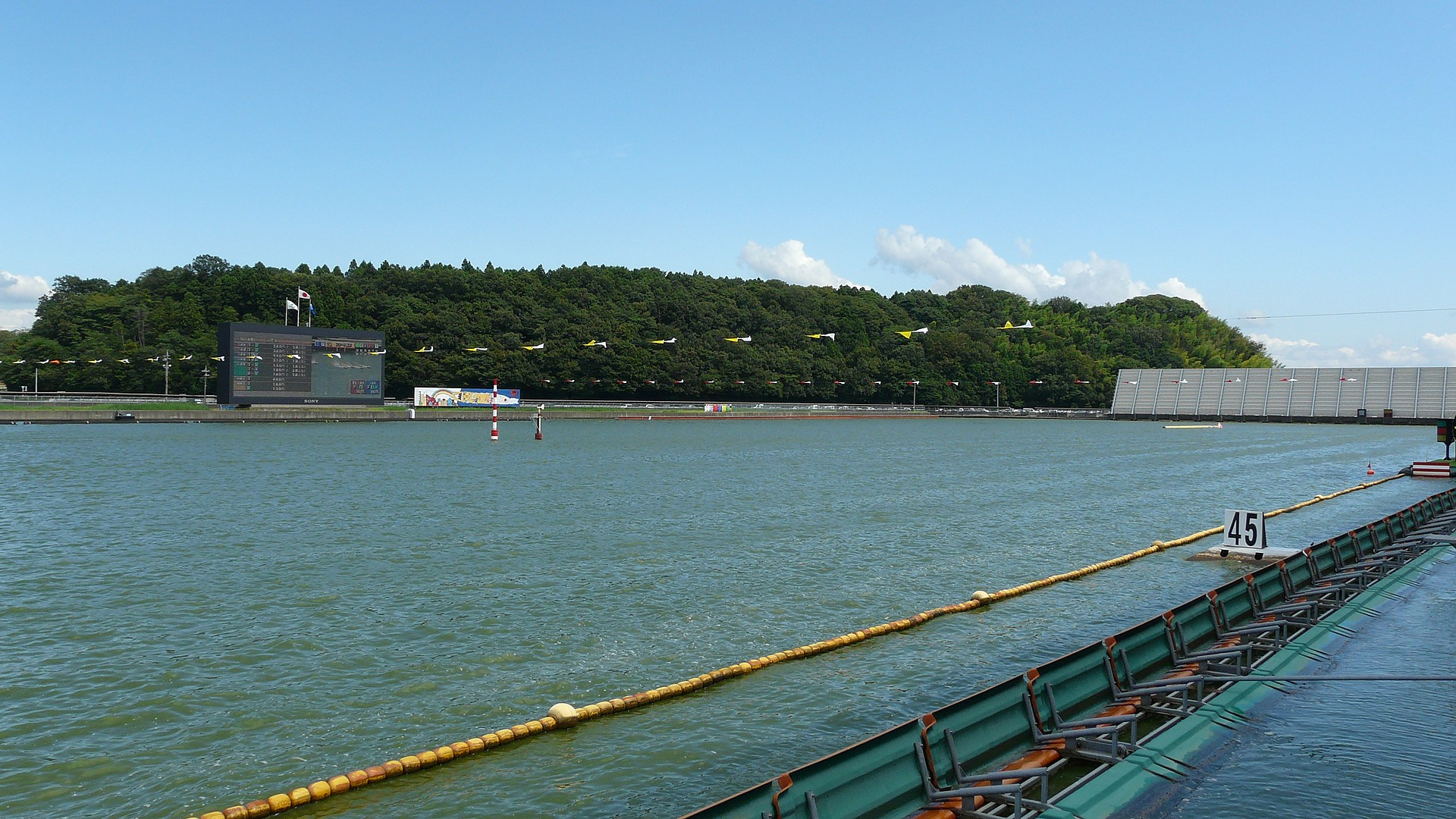
水面
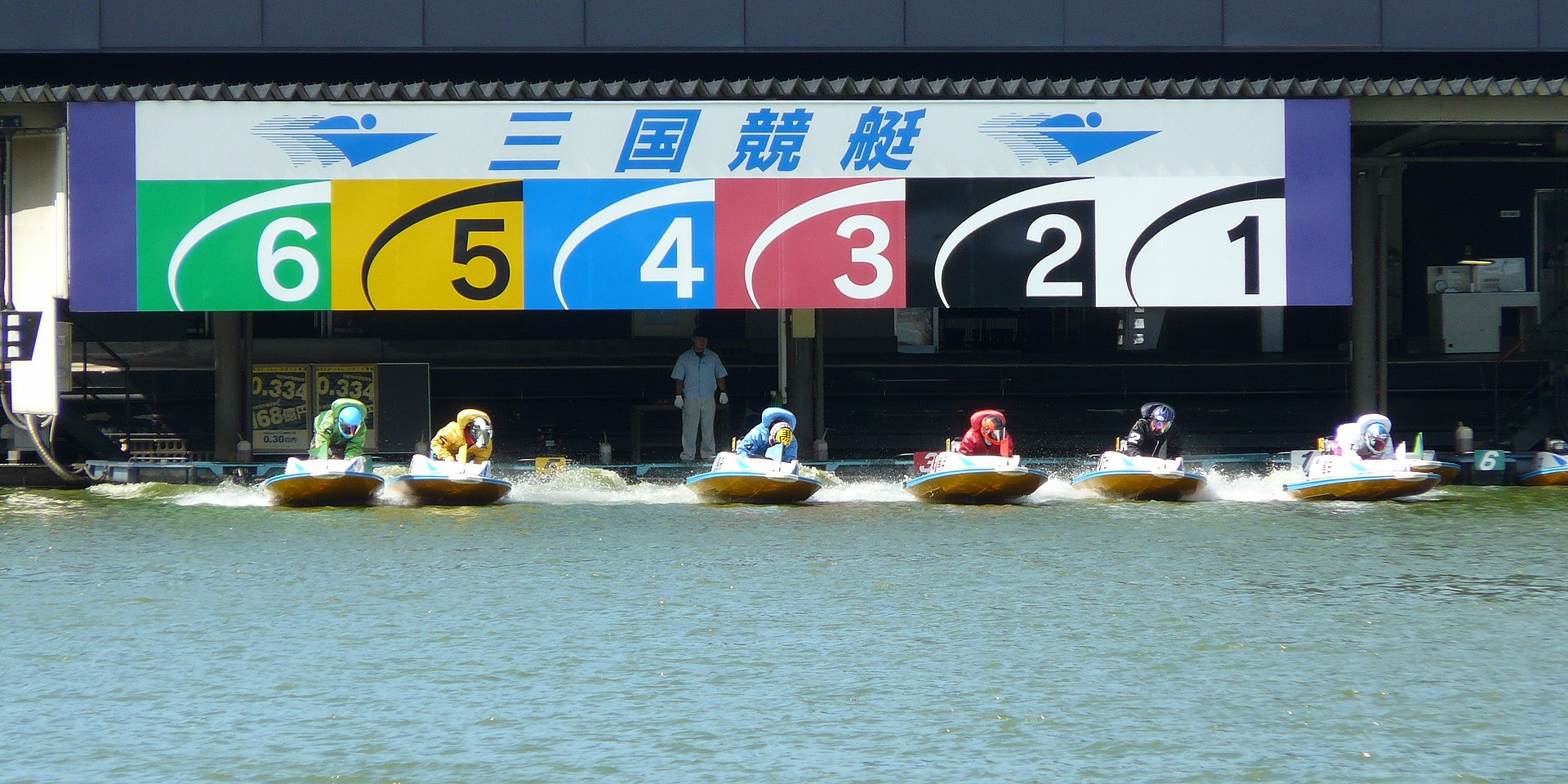
発走ピット
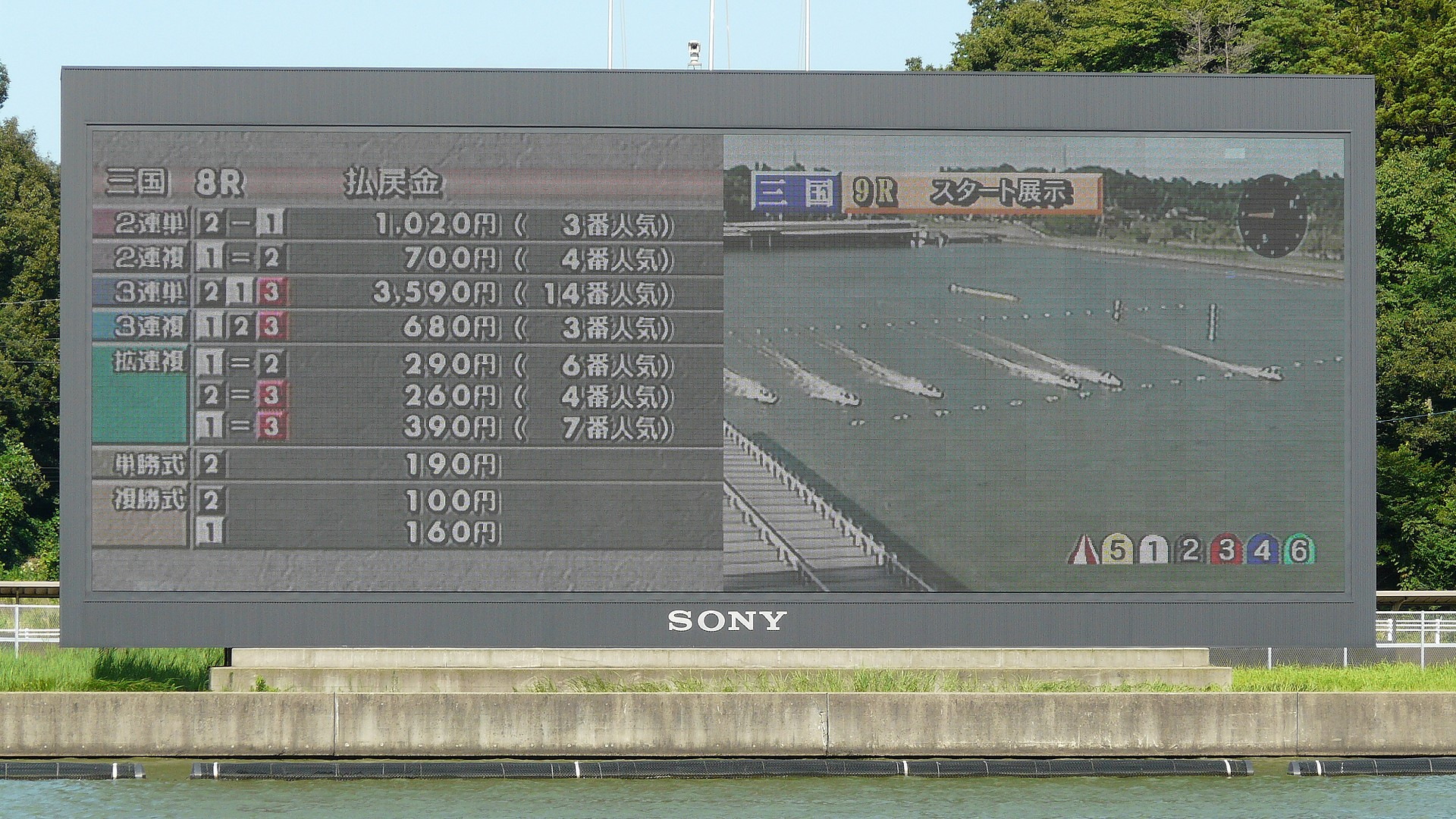
電光掲示板

## 主要開催競走
毎年3月頃には周年記念 (GI) である「北陸艇王決戦」が行われる。
企業杯 (GIII) として「スズキ・カープラザカップ」が行われている。
新鋭リーグ戦の名称はヤングヒーロー決定戦。女子リーグ戦の名称はクイーンカップ競走。また正月には福井支部所属選手のみが出場する「初夢賞」、ゴールデンウィークには「GW三国ボートフェスタ」（2016年までは湯の花賞）、お盆には「しぶき賞」なども行われている。
当地福井支部の元選手で、SG競走覇者である岩口昭三の功績を称え、2008年からは「三国競艇大賞」に「岩口昭三杯」の副称が付けられた。

## SG開催実績
| 年度 | 施行回 | 競走名                 | 優勝者   | 登番 | 出身 （2015年以降は支部） |
| ---- | ------ | ---------------------- | -------- | ---- | ------------------------- |
| 1995 | 第41回 | モーターボート記念競走 | 中道善博 | 2096 | 徳島                      |
| 1998 | 第3回  | オーシャンカップ競走   | 松井繁   | 3415 | 大阪                      |
| 2015 | 第20回 | オーシャンカップ       | 石野貴之 | 4168 | 大阪支部                  |
| 2023 | 第26回 | チャレンジカップ       | 片岡雅裕 | 4459 | 香川支部                  |

## 2000年以降に開催されたGI競走
- 2000年2月 - 開設46周年記念競走　優勝者：倉谷和信（3290・大阪）
- 2000年10月 - モーターボート大賞　優勝者：石田政吾（3635・石川）
- 2000年12月 - 開設47周年記念競走　優勝者：西島義則（3024・広島）
- 2001年2月 - 近畿地区選手権　優勝者：今垣光太郎（3388・石川）
- 2001年12月 - モーターボート大賞　優勝者：今垣光太郎（3388・石川）
- 2002年3月 - 開設48周年記念競走　優勝者：西島義則（3024・広島）
- 2003年3月 - 開設49周年記念競走　優勝者：松井繁（3415・大阪）
- 2003年11月 - モーターボート大賞　優勝者：松井繁（3415・大阪）
- 2004年3月 - 開設50周年記念競走　優勝者：濱野谷憲吾（3590・東京）
- 2005年2月 - 近畿地区選手権　優勝者：太田和美（3557・奈良）
- 2005年3月 - 開設51周年記念競走　優勝者：野長瀬正孝（3327・静岡）
- 2005年12月 - モーターボート大賞　優勝者：吉川元浩（3854・兵庫）
- 2006年3月 - 開設52周年記念競走　優勝者：今垣光太郎（3388・石川）
- 2006年11月 - モーターボート大賞　優勝者：魚谷智之（3780・兵庫）
- 2007年3月 - 開設53周年記念競走　 優勝者：魚谷智之（3780・兵庫）
- 2007年7月 - モーターボート大賞　 優勝者：中島孝平（4013・福井）
- 2008年3月 - 開設54周年記念競走　 優勝者：吉川元浩（3854・兵庫）
- 2008年10月 - 開設55周年記念競走　優勝者：池田浩二（3941・愛知）
- 2009年2月 - 近畿地区選手権　優勝者：吉川元浩（3854・兵庫）
- 2009年6月 - モーターボート大賞　優勝者：今垣光太郎（3388・石川）
- 2009年11月 - 開設56周年記念競走　優勝者：菊地孝平（3960・静岡）
- 2010年9月 - 開設57周年記念競走　優勝者：太田和美（3557・大阪）
- 2011年3月 - 女子王座決定戦競走　優勝者：田口節子（4050・岡山）
- 2011年7月 - 開設58周年記念競走　優勝者：今垣光太郎（3388・石川）
- 2012年6月 - 開設59周年記念競走　優勝者：須藤博倫（3983・埼玉）
- 2013年2月 - 近畿地区選手権　優勝者：中島孝平（4013・福井）
- 2013年6月 - 開設60周年記念競走　優勝者：田中信一郎（3556・大阪）
- 2014年8月 - レディースチャンピオン(女子王座決定戦競走)　優勝者：水口由紀（3580・滋賀）
- 2015年3月 - 開設61周年記念競走　優勝者：今垣光太郎（3388・石川）
- 2015年9月 - 開設62周年記念競走　優勝者：池永太（4361・福岡）
- 2016年4月 - 開設63周年記念競走　優勝者：太田和美（3557・大阪）

## 福井支部所属の有名選手
福井支部は基本的に北陸地方3県 (福井県・石川県・富山県) に在住の選手で構成されている。三国競艇場は近畿地区に所属するため、競艇界では石川県や富山県も「近畿地区」の扱いを受ける。
近畿地区は競艇界でも最もレベルの高い地区として名高いが、松井繁・田中信一郎・湯川浩司・石野貴之・魚谷智之・吉川元浩・守田俊介など関西地方中心部の競艇場をホームプールとする有力選手が多い中にあっても、いわば関西からは遠隔地となっている福井支部の存在感は、SG競走9冠の今垣光太郎を筆頭にまったく引けを取っておらず、勢力の拮抗に寄与している。
- 岩口昭三（1670・福井、1990年SG総理大臣杯覇者） - 引退
- 玉生正人（2743・富山） - 引退
- 今垣光太郎（3388・石川、SG 9冠） - デビュー戦は三国で出走した[15]。
- 石田政吾（3635・石川　2001年SGオーシャンカップ覇者）
- 中島孝平（4013・福井、SG2冠 2010年度 グランプリ【賞金王決定戦】覇者）
- 松田祐季（4391・福井、2015年ヤングダービー覇者）
- 今井美亜（4611・富山、2019年度 PG1クイーンズクライマックス【賞金女王決定戦】覇者）

## アクセス
公共交通機関等
- 北陸新幹線・ハピラインふくい線 芦原温泉駅から、
  - 京福バス 85・97系統（東尋坊線）「龍翔博物館」行きで約20分「三国ボート場口」下車、徒歩約5分
  - タクシーで約10分[16]
- えちぜん鉄道三国芦原線 あわら湯のまち駅から、
  - 京福バス 85・97系統（東尋坊線）「龍翔博物館」行きでで約3分「三国ボート場口」下車、徒歩約5分[16]
  - 徒歩で約20分[16]

無料送迎バス
- 本場でのGI以上の競走開催期間のみ、芦原温泉駅 - あわら湯のまち駅 - 本場で運行あり。

自動車
- E8 北陸自動車道 金津インターチェンジから車で15分[16]